# جان فورستر آلکاک
جان فورستر آلکاک (انگلیسی: John Forster Alcock; ۱۴ آوریل ۱۸۴۱ – ۱۳ مارس ۱۹۱۰) بازیکن فوتبال اهل پادشاهی متحد بریتانیای کبیر و ایرلند بود.
از باشگاه‌هایی که در آن بازی کرده‌است می‌توان به باشگاه فوتبال واندررز اشاره کرد.